# 千花模様

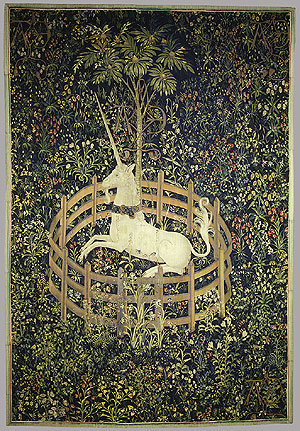
1495年から1505年ごろ、ユニコーンを描いたタペストリー

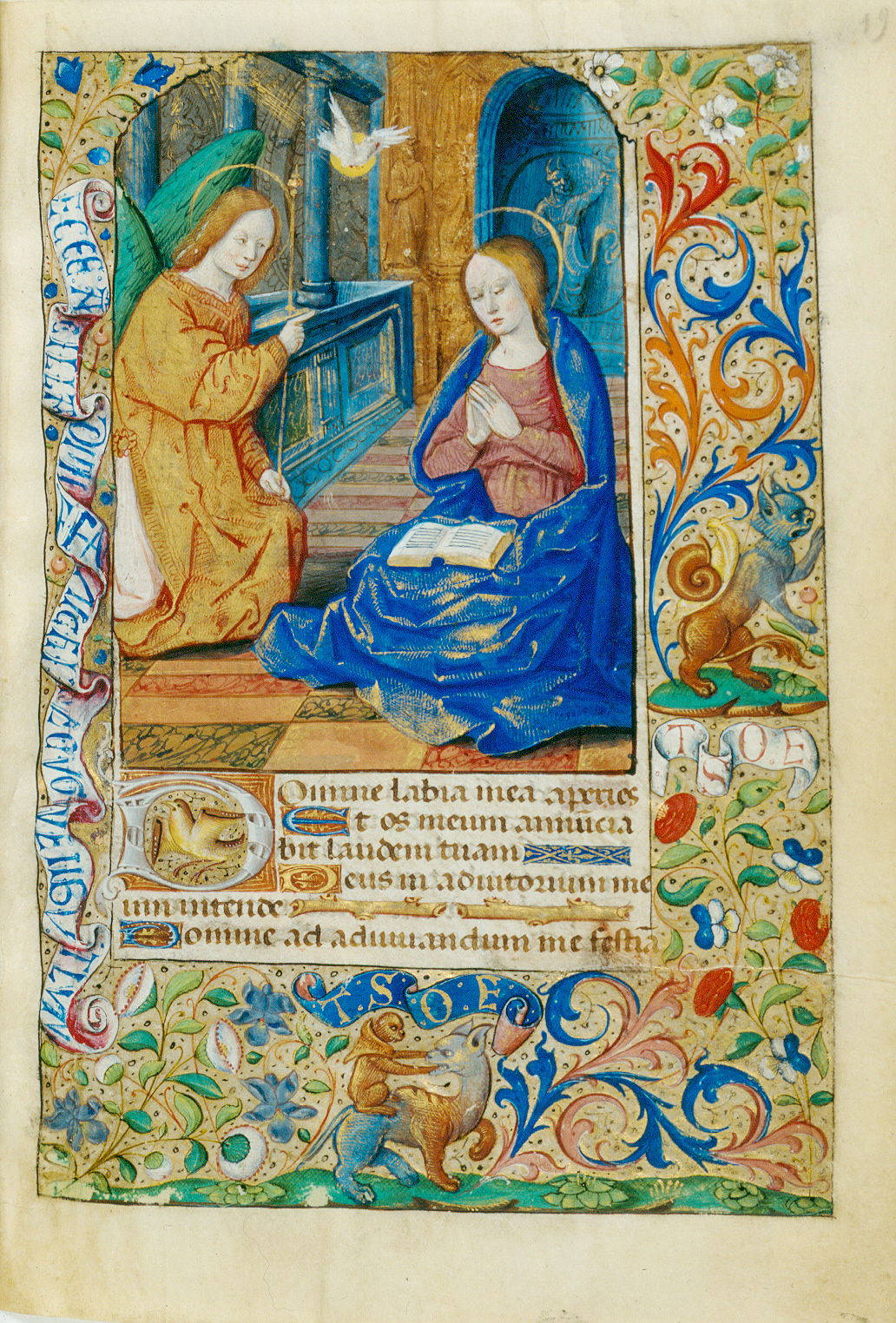
1500ごろ、受胎告知を描いた写本

千花模様（せんかもよう、ミルフルール、万華模様、千花文、Mille-fleur）は、複雑で小さな花や植物が一面に広がる模様のこと。花や植物の間には、小動物や鳥たちも隠れている。草花の種類は、毒消しのために使われる薬草や、イエス・キリストや聖母マリアを象徴する花、忠義・貞節などを意味する花などが選ばれている。
この模様は中世ヨーロッパでは一般的な模様で、応用芸術、特に15世紀フランスや16世紀フランドルのタペストリーの背景に頻繁に用いられた。代表的な作例には、『貴婦人と一角獣』（パリ、クリュニー美術館所蔵）などがあげられる。